# Analiza zespolona

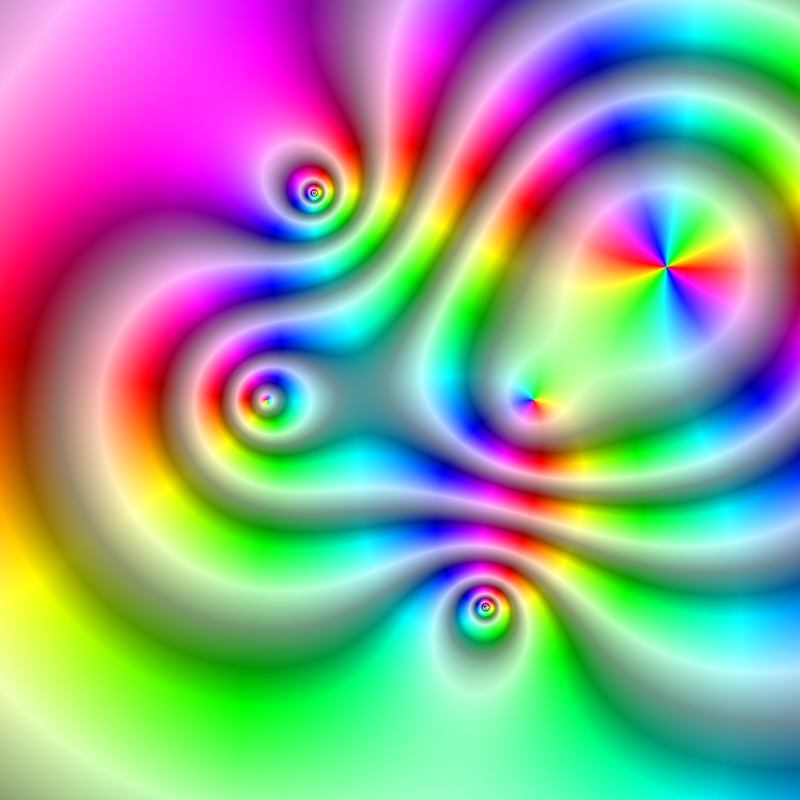
Wykres funkcji w biegunowym układzie współrzędnych. Argument jest reprezentowany poprzez odcień, a moduł za pomocą jasności i nasycenia.

Analiza zespolona – dział analizy matematycznej badający funkcje zmiennej zespolonej.
Od czasu swojej genezy – datowanej najpóźniej na XIX wiek – znalazła zastosowania w teorii liczb, teorii fraktali, teorii przestrzeni Hilberta i matematyce stosowanej, np. w pewnych dziedzinach fizyki matematycznej.

## Podstawowe pojęcia
W analizie zespolonej kluczową rolę odgrywają:
- funkcje holomorficzne, w tym całkowite;
- bardziej ogólne funkcje meromorficzne;
- funkcje eliptyczne;
- odwzorowania konforemne.

Dla funkcji zespolonych, podobnie jak dla funkcji rzeczywistych, definiuje się pojęcia granicy funkcji, ciągłości, ciągłości jednostajnej i różniczkowalności.
Zdarza się jednak, że wprowadzenie analogicznej definicji pewnego pojęcia dla funkcji zespolonych, jak dla rzeczywistych, niesie ze sobą daleko idące konsekwencje. Na przykład: jeśli {\displaystyle D} jest obszarem oraz funkcja {\displaystyle f} ma w tym obszarze ciągłą pochodną (jest klasy {\displaystyle C^{1}}), to ma w tym obszarze wszystkie pochodne (jest klasy {\displaystyle C^{\infty }}). Dla funkcji zespolonych łatwiej podać, niż w przypadku funkcji rzeczywistych (piła Weierstrassa), przykład funkcji wszędzie ciągłej i nieróżniczkowalnej w żadnym punkcie: funkcja sprzężenia {\displaystyle f(z)={\overline {z}}} jest ciągła w każdym punkcie {\displaystyle z\in \mathbb {C} } i nieróżniczkowalna w żadnym z nich.
Ważnymi pojęciami analizy zespolonej są także:
- Funkcje jedno- i wielokrotne
- Szereg Laurenta

## Twierdzenia
- Warunki Cauchy-Riemanna
- Twierdzenie podstawowe Cauchy'ego
- Wzór całkowy Cauchy'ego

## Rozwój
Formalnie funkcjami zmiennych zespolonych są działania arytmetyczne na nich, rozważane od czasu pojawienia się tej koncepcji w XVI wieku. Przez to na dziedzinę zespoloną można uogólnić wielomiany, funkcje wymierne, pierwiastki stopnia wymiernego, inne pierwiastniki oraz pozostałe funkcje algebraiczne. Za pomocą szeregów Taylora można tak uogólnić też część innych, przestępnych funkcji elementarnych jak te wykładnicze, hiperboliczne, logarytmy, funkcje trygonometryczne czy kołowe. Rozważano to najpóźniej w XVIII wieku – robił to Leonard Euler, otrzymując zależności istotne także dla innych dziedzin matematyki. W następnym stuleciu podstawy systematycznej analizy zespolonej – oparte na rygorze – zbudowali Augustin Cauchy, Bernhard Riemann i Karl Weierstraß. W XXI wieku powstały nowe czasopisma naukowe poświęcone tej dziedzinie, a na niektórych uczelniach ma ona osobne katedry.